# Tebing Lestari
Tebing Lestari is een bestuurslaag in het regentschap Kampar van de provincie Riau, Indonesië. Tebing Lestari telt 1633 inwoners (volkstelling 2010).